# Mitre (departement)
Mitre is een departement in de Argentijnse provincie Santiago del Estero. Het departement (Spaans:  departamento) heeft een oppervlakte van 3.667 km² en telt 1.813 inwoners.

## Plaats in departement Mitre
- Villa Unión